# ザ・リッツ・カールトン
ザ・リッツ・カールトン (The Ritz-Carlton) は、マリオット・インターナショナルが世界規模でチェーンを展開しているホテルブランド。マリオット・インターナショナルに属している他のブランドとは一線を画した運営を行っている。第１号ホテルは「ザ・リッツ・カールトン・ボストン」であったが、2022年現在は経営が変わり、インド系の「タージ・ボストン」として営業している。

## 歴史

### セザール・リッツ
セザール・リッツが、1898年パリに創業した「ホテル・リッツ」と、1899年ロンドンに開店した「カールトン・ホテル」（en, 1899-1940年）、1906年に同じくロンドンに創業した「リッツ・ロンドン」などのリッツが経営と運営に関わったホテルは、上流階級を中心に高い評価を受けた。セザール・リッツは1918年に死去したが、その後も未亡人が中心となり、リッツの名を冠したホテルの展開をヨーロッパにおいて進めた。

### リッツ・カールトン
北アメリカにおいては、アルバート・ケラーがフランチャイズ権と「リッツ・カールトン」の商標の使用権を獲得し、「リッツ・カールトン投資会社」を設立して、ホテルの展開を開始した。1927年にボストンにリッツ・カールトンを開業し、その後もニューヨーク、フィラデルフィア、ピッツバーグ、モントリオールなどにホテルを展開したが、1920年代後半に巻き起こった大恐慌を境に規模を縮小していき、ボストンとモントリオールだけが残った。

### ザ・リッツ・カールトン・ホテルカンパニー
1983年に、W.B.ジョンソンがアトランタに設立した「モナーク・ホテル」が、ボストンの「ザ・リッツ・カールトン・ボストン」を買収し、同時に「ザ・リッツ・カールトン」という名称の北米での使用権を取得した。ジョンソンは、社名を「ザ・リッツ・カールトン・ホテルカンパニー」に変更すると共に、アトランタで開業準備を進めていた「モナーク・ホテル」の第一号店を「ザ・リッツ・カールトン・バックヘッド」として開業させた。
その後ザ・リッツ・カールトン・ホテルカンパニーは、北米を中心に積極的にチェーン展開を進め、さらに1988年には全世界でのリッツ・カールトンの商標権を獲得した。1998年にマリオット・インターナショナルの傘下に加わり、世界各地でホテル展開をしている。日本では1997年に大阪に初進出し、2023年現在東京、京都、大阪、沖縄、日光、ニセコ、福岡の7ヶ所で展開されている。

### 現在
現在、マリオット・インターナショナルが展開する「リッツ・カールトン」は、かつてセザール･リッツが直接経営と運営に関わったマドリードやパリ、ロンドンの「ホテル・リッツ」とは関係がなく、いわば「リッツ」の名前のみを借りた高級ホテルチェーンである。かつては唯一ロンドンの「リッツ・ロンドン」と、「提携ホテル」という関係を持っていたが、現在は解消されている。

## 特徴
- 従来からある由緒ある建物を利用したり、新規の高層ビルにテナントとして入居する方法をよく取る。
- 従業員は常にサービスの基本精神が書かれている「クレド（credo）」というカードを携帯している。
- 従業員自らの判断で1日2,000米ドルまでの決裁権が認められている。
- 従業員を採用する際、ザ・リッツ・カールトン独自の人材採用システムを用いる。経歴や経験などを重視せず素質を重視した面接を行うため、採用までに長期に渡って時間をかける場合がある。これは、ザ・リッツ・カールトンの社風などをきちんと理解して入社できるというメリットがある反面、アルバイト・契約社員を採用する際も同じ面接を行うのでコストが掛かりすぎる事と、即戦力になりうる人材を確保しにくいというデメリットもある。

## 世界のザ・リッツ・カールトン

### 日本における展開

#### ホテル
1. ザ・リッツ・カールトン大阪 （大阪・梅田/ハービスOSAKA） - 1997年（平成9年）5月23日開業
2. ザ・リッツ・カールトン東京 （東京・赤坂/東京ミッドタウン） - 2007年（平成19年）3月30日開業
3. ザ・リッツ・カールトン沖縄 （沖縄・名護） - 2012年（平成24年）5月29日開業（旧喜瀬別邸ホテル&スパ）
4. ザ・リッツ・カールトン京都 （京都・京都市中京区） - 2014年（平成26年）2月7日開業（ホテルフジタ京都跡地）
5. ザ・リッツ・カールトン日光 （栃木県・日光市） - 2020年（令和2年）7月15日開業[5]
6. 東山ニセコビレッジ・リッツ・カールトン・リザーブ（北海道・ニセコ町） - 2020年（令和2年）12月15日開業[6]
7. ザ・リッツ・カールトン福岡（福岡・大名 /福岡大名ガーデンシティ） - 2023年（令和5年）6月21日開業（旧大名小学校跡地）[7][8]

### アメリカ／カナダ
- アリゾナ州
  - ダブ マウンテン (2009年オープン)
  - パラダイス バレー (2011年オープン)
  - フェニックス
- カリフォルニア州
  - ハーフムーンベイ
  - ラグナ ニゲル
  - レイクタホ (2009年オープン)
  - ロサンゼルス (2010年オープン)
  - マリナ デル レイ
  - ランチョ ミラージュ (未来オープン)
  - サンフランシスコ
- コロラド州
  - バチェラー ガルチ
  - デンバー
- フロリダ州
  - アメリア アイランド
  - ココナツグローブ、マイアミ
  - フォート ローダーデール
  - キー ビスケーン
  - ナポリ
  - ナポリ ゴルフリゾート
  - オーランド
  - パームビーチ
  - サラソタ
  - サウスビーチ
- ジョージア州
  - アトランタ
  - バックヘッド
  - レイノルズ プランテーション
- ハワイ州
  - カパルア
- ルイジアナ州
  - ニューオリンズ
- マサチューセッツ州
  - ボストン コモン
- ミシガン州
  - ディアボーン
- ミズーリ州
  - セントルイス
- ネバダ州
  - レイク ラスベガス
- ニューヨーク州
  - ニューヨーク - バッテリーパーク
  - ニューヨーク - セントラルパーク
  - ウエストチェスター
- ノースカロライナ州
  - シャーロット (2009年オープン)
- オハイオ州
  - クリーブランド
- オンタリオ州
  - トロント (2010年オープン)
- ペンシルベニア州
  - フィラデルフィア
- テキサス州
  - ダラス
- ワシントンD.C.
  - ジョージタウン
  - ペンタゴンシティ
  - タイソンコーナー
  - ワシントン D.C.

### 南アメリカ
- バハマ
  - ザ アバコ クラブ (リッツ・カールトン運営のクラブ)
  - ローズアイランド (未来オープン)
- ケイマン諸島
  - グランド ケイマン
- チリ
  - サンティアゴ
- ドミニカ共和国
  - キャップ カナ (2011年オープン)
- ジャマイカ
  - ローズ ホール
- メキシコ
  - カンクン
  - メキシコシティ (2010年オープン)
- プエルトリコ
  - サン ファン
- タークス カイコス諸島
  - 西カイコス島 (未来オープン)
- アメリカ領ヴァージン諸島
  - セント トーマス
- ウィンドワード諸島
  - セントルシア (2011年オープン)

### アジア
- 中華人民共和国
  - 北京 - 北京麗思卡爾頓酒店
  - 北京 - 北京金融街麗思卡爾頓酒店

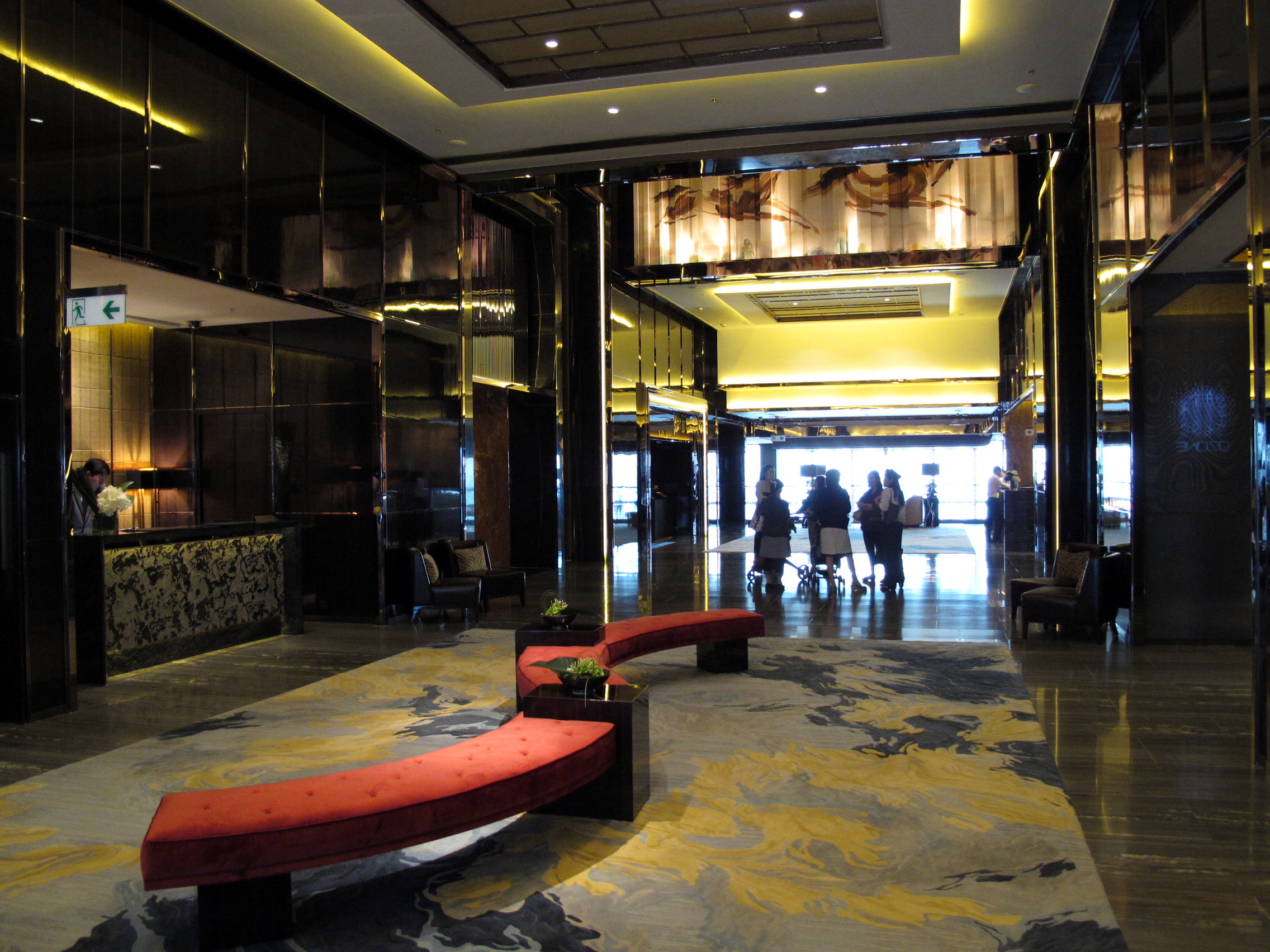
ザ・リッツ・カールトン香港

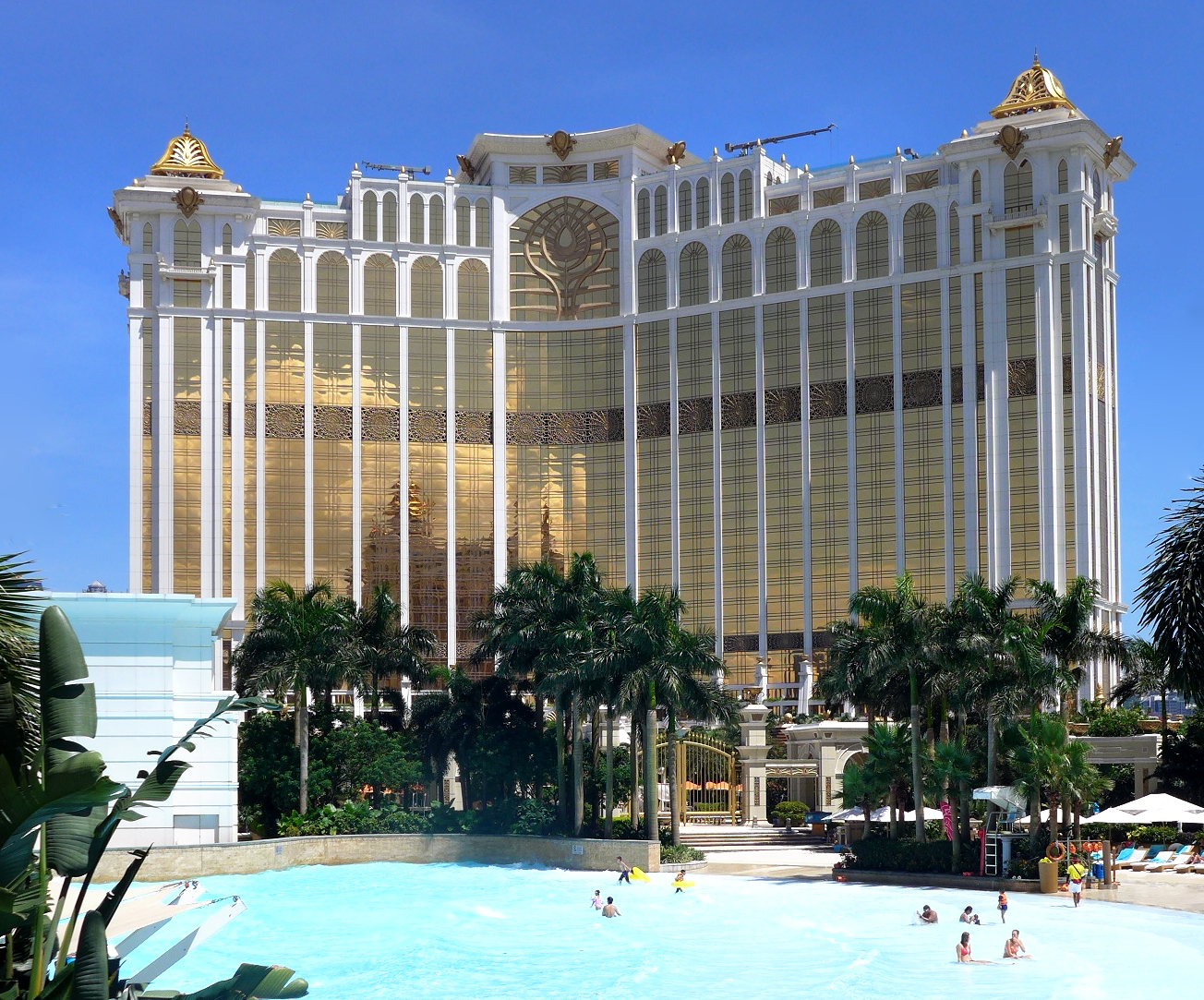
ザ・リッツ・カールトンマカオ

  - 香港 - 香港九龍麗思卡爾頓酒店 (2010年オープン)
  - 広州 - 廣州富力麗思卡爾頓酒店
  - マカオ - 澳門星麗門麗思卡爾頓酒店 (2015年オープン)
  - 三亜 - 金茂三亞麗思卡爾頓酒店
  - 上海 - 上海波特曼麗思卡爾頓酒店
  - 上海 - 上海浦東麗思卡爾頓酒店(2010年オープン)
  - 深圳 - 深圳星河麗思卡爾頓酒店 (2009年オープン)
- インド
  - バンガロール (2010年オープン)
- インドネシア
  - バリ
  - ジャカルタ
  - ジャカルタ - パシフィック プレイス
- 韓国
  - ソウル
- マレーシア
  - クアラルンプール
  - ランカウイ
- シンガポール
  - シンガポール - ザ・リッツ・カールトン・ミレーニア シンガポール
- タイ
  - クラビー (2009年オープン)
  - バンコク (2024年オープン)

### ヨーロッパ
- ドイツ
  - ベルリン
  - ヴォルフスブルク
- オーストリア
  - ウィーン
- アイルランド
  - パワーズコート
- ロシア
  - モスクワ
- ポルトガル
  - ペンハ ロンガ, ペンハ ロンガ
- スペイン
  - ホテル アート バルセロナ
  - マルベージャ, ホテル ヴィラ パディエナ
  - テネリフェ, アバマ
- トルコ
  - イスタンブール

### 中東
- バーレーン
  - バーレーン
- エジプト
  - カイロ (2011年オープン)
  - シャルム エル シェイク
- カタール
  - ドーハ
  - シャルク ビレッジ&スパ
- アラブ首長国連邦
  - アブダビ
  - ドバイ  (2011年オープン)
  - ドバイ - 国際金融センター (2009年オープン)

## 関連書
- 『The Diamond as Big as the Ritz』(スコット・フィッツジェラルド、1922) - 『リッツ・ホテルほどもある超特大のダイヤモンド』『リッツ・ホテルのように大きなダイアモンド』『ホテルほど大きいダイヤモンド』などの題で邦訳がある。